# تكنولوجيا بديلة

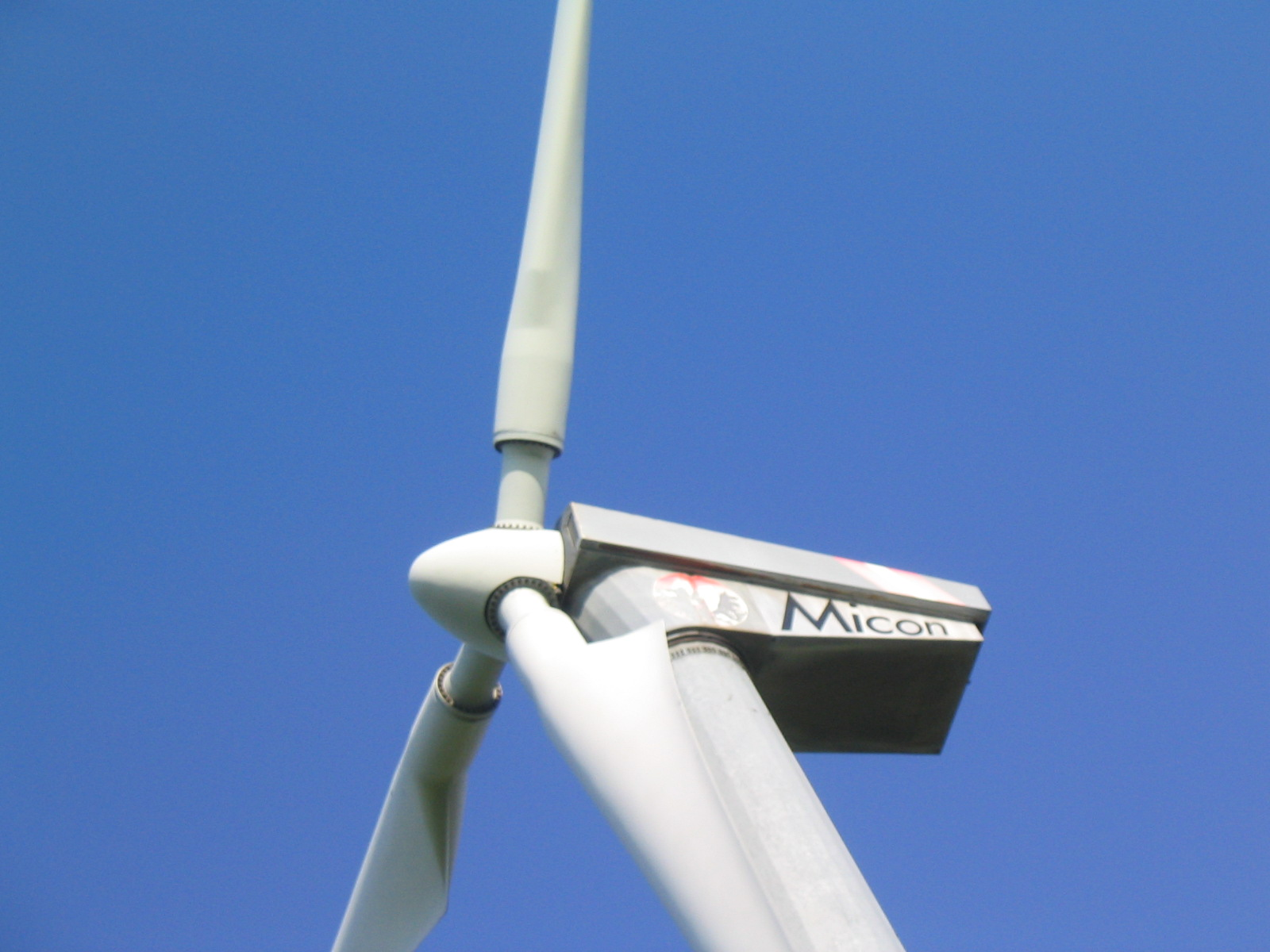

هو مصطلح يستخدم ليشير إلى التقنيات الأكثر صديقة للبيئة من التكنولوجيا المتساوية الوظيفية المسيطره حاليا،
أُصيغ من خلال بيتر هاربر، أحد المؤسسين لمركز التكنولوجيا البديله شمال واليز، تم أنشاء التكنولوجيا البديله لتكون أكثر امانا ونظافا وعموما وأكثر فاعليه.
الهدف من التكنلوجيا البديلة هو تقليل الطلب على العناصر الخطره من خلال ضمان تزويد امن المعلومات الصديقة للبيئة.
زيادة الكفاءة مع تكاليف اقل ومع مواد شائعه لالغاء
أزمات المواد المستقبلية الممكنه.
التكنلوجيا البديلة تستخدم مصادر طاقة متجددة مثل السولار والرياح.
بعض التكنلوجيا البديلة في الماضي أو في الحاضر تصبح واسعة
بعد ذالك محتمل لا تكبر لتكون بديله
مثال:-  استخدام توربينات الريح

## الهضم الاهوائي
هضم لاهوائي هو سلسلة من العمليات البيولوجية التي تقوم فيها الكائنات الحية بتفكيك مواد قابلة للتحلل عندما لا يكون هنالك اكسجين.
عند الهضم الاهوائي، أحد المنتجات النهائية هو الغاز الحيوي، الذي يحرق لتوليد الكهرباء والحرارة، أو يحوز معالجته في غاز طبيعي متجدد ووقود نقل. يعتبر الهضم الاهوائي تقنية بديلة لانها طريقة لتوليد الطاقة باستخدام مواد يمكن تفككها واستخدامها لشيء اخر.    

## السماد
سماد طبيعي هو مادة عضوية متحللة في العملية تسمى تحلل حيوي، وهي تكسير المواد داخل هذا العنصر.تقوم هذا العملية بإعادة تدوير النفايات المواد العضوية وتنتج محسنات التربةالسماد.[بحاجة لمصدر]
يعتبر التسميد التقنية البديلة لانه طريقة صديقة للبيئة لاستخدام النفايات المتحللة واستخدامها لترطيب التربة. لانه السماد يطور بنية التربة ويضيف ميكروات مفيدة، ويزيد قدرة التبادل الكاتيوني السماد يحسن الماء وتغذية في التربة ويجعل العناصر الغذائية متاحة أكثر من النباتات. 

## مركبات الوقود البديل
مركبات الوقود البديلة هي المركبات التي تشتغل بوقود اخر من الوقود التقليدية مثل (وقود ديزل أو وقود السيارات).[بحاجة لمصدر]
تعرف مركبات الوقود البديل بشكل واسع بالمركبات الكهربائية، هي مركابات تشتغل ببطارية تحتاج ببساطة  شحن
لا يطلب الغاز ابدا لعمل المركبة، وهو فعال للبيئة
انشأت المركبات الوقود البديلة بسبب المخاويف البيئية وارتفاع اسعار النفط وهو بديل انظف  
ستعمل مركبات الوقود البديل على الحماية من ظاهرة الاحتباس الحراري وههكذا  التلوث
المركبات الكهربائية الأكثر انتشارا في الاولايات المتحدة هي مركبة تيسلا موتورز.

## إعادة استخدام المياه الرمادية
تستخدم مياه رمادية برفق في احواض الحمام، والاستحمام، والة الغسيل
انها ليست المياه التي تلامس البراز، سواء من المرحاض أو حفاضات الغسيل
هذه المياه هي مياه نظيفة نسبيًا تم استخدامها في الأشياء اليومية مثل مياه الاستحمام.
يتم إعادة استخدام هذه المياه كمصدر آمن ومفيد للري في الحظيرة لأنها آمنة للنباتات وتعمل كسماد
يتم تشجيع الناس على استخدام أنظمة الري بالمياه الرمادية في نباتاتهم و تنسيق موقع لأنها ستحفظ المياه وتقلل من فواتير المياه داخل المنزل
أخذ بعين الاعتبار ان إعادة استخدام المياه الرمادية تقنية بديلة لأنها طريقة صديقة للبيئة لإعادة استخدام المياه وحفظها.